# Волченко Олександр Тимофійович
Олександр Тимофійович Волченко (нар. 18 лютого 1946, Владивосток, РРФСР, СРСР) — український живописець. Член Національної спілки художників України (з 1994 року).

## Життєпис
Народився 18 лютого 1946 року в Росії (місто Владивосток). 
У 1964 закінчив Республіканську художню середню школу імені Тараса Шевченка в Києві.
У 1970 закінчив Київський державний художній інститут (нині НАОМА — Національна академія образотворчого мистецтва і архітектури). Педагоги з фаху — Анатолій Пламеницький, Володимир Болдирєв, Тетяна Голембієвська.

## Основні твори
- «Різдво Христове» (1998)
- «Святого Володимира» (1999)
- Фрагмент ікони «Одигітрія» (2000)
- Іконостас Трапезної церкви (2003)